# 麥志偉
麥志偉，香港註冊藥劑師，並以筆名「藥罐子」撰寫網誌分享用藥知識，及以筆名「小小藥罐子」出版書籍。

## 經歷
麥志偉自小就讀聖若瑟小學及聖若瑟英文書院，曾於香港中學會考考獲5A成績，順利升讀原校，及後於香港高級程度會考考獲3A成績，成為當年該校最優異成績的理科生，並榮膺該校均輝集團獎學金。
麥志偉自小對藥物產生興趣，決定選擇入讀香港中文大學藥劑系，大學期間先後獲頒授利國偉博士獎學金及悟宿基金會助學金，大學畢業後再修讀英國桑德蘭大學臨床藥劑學取得碩士學位。
麥志偉註冊後在社區藥房工作，曾任香港上市連鎖化妝品集團卓悅控股有限公司藥劑師一職，因其服務態度專業而曾獲該公司書面嘉許。及後麥志偉在社區藥房裡有感遇到人們提出很多相同的用藥疑問，便決定寫網誌解答這些用藥疑問，而開始了推廣藥物教育之路。
2014年，麥志偉開始以筆名「藥罐子」用公餘時間寫網誌分享用藥知識，及以筆名「小小藥罐子」出版書籍，其題材多樣化，喜以中國文史哲行文用字，帶有強烈的個人風格和濃厚的文學色彩，多從生活案例和歷史故事中分享用藥知識，先後創作多個系列如《藥事知多D》、《用藥知多D》、《藥罐子藥房事件簿》、《服藥兵法》等，以不同角度致力推廣藥物教育，只望大眾能敢用藥和懂用藥，貢獻社會不遺餘力，一直廣受好評，其著作屢獲提名及獎項。
2016年，麥志偉獲邀出版書籍，以筆名「小小藥罐子」出版第一本著作《藥事知多D》，同年以此書入選第3屆「香港金閱獎」最佳醫療健康書。
2017年，以《藥事知多D》獲第1屆「香港出版雙年獎」生活及科普類出版獎，及以《用藥知多D》入選第4屆「香港金閱獎」最佳醫療健康書，及以《藥房事件簿》入選第11屆「香港書獎」。
2018年，以《藥房事件簿》獲第5屆「香港金閱獎」最佳醫療健康書。 
2019年，以《家居藥物攻略》獲第2屆「香港出版雙年獎」生活及科普類出版獎。

## 筆名由來
麥志偉曾於訪問中表示自己就像一個載滿藥物知識的小藥罐，而他就像把這些藥物知識倒出來分享出去，故用「藥罐子」做筆名。

## 作品

### 藥學
麥志偉認為「服藥是一門科學，也是一門藝術」，在行文用字上結合了中國文史哲的元素，並多借生活案例和歷史故事分享用藥知識，將藥物教育融入日常生活，在同類文章裡屬新穎的寫法，希望藉此減少讀者對醫藥知識的距離感。
其系列《服藥兵法》更寫下麥志偉寫作生涯高峰，以《孫子兵法》講解用藥智慧，將《孫子兵法》融入藥物教育，進一步把藥物教育推到新高點。

### 文學
麥志偉鍾好古體詩，創作不少詩歌，作品多以七言古絕為主，並多以《易經》六十四卦為名，及多以天色、地名、人物為喻，用字通俗易懂，善於利用誇飾、譬喻與用典等手法、婉轉含蓄的詩句，融情入景，寫景於情，含蓄蘊藉，語淺意深。

## 作品列表
- 藥事知多D（2016年4月，星夜出版）
- 用藥知多D（2016年11月，星夜出版）
- 藥房事件簿（2017年11月，星夜出版）
- 家居藥物攻略（2018年11月，星夜出版）

## 曾獲獎項與提名

### 香港金閱獎
| 年份   | 書籍       | 類別                              | 結果 |
| 2016年 | 藥事知多D  | 第3屆香港金閱獎「最佳醫療健康書」 | 提名 |
| 2017年 | 用藥知多D  | 第4屆香港金閱獎「最佳醫療健康書」 | 提名 |
| 2018年 | 藥房事件簿 | 第5屆香港金閱獎「最佳醫療健康書」 | 獲獎 |

### 香港出版雙年獎
| 年份   | 書籍         | 類別                              | 結果 |
| 2017年 | 藥事知多D    | 第1屆香港出版雙年獎「生活及科普」 | 獲獎 |
| 2019年 | 家居用藥攻略 | 第2屆香港出版雙年獎「生活及科普」 | 獲獎 |

### 香港書獎
| 年份   | 書籍       | 類別           | 結果 |
| 2017年 | 藥房事件簿 | 第11屆香港書獎 | 提名 |

### 十本好讀
| 年份   | 書籍         | 類別                     | 結果 |
| 2018年 | 用藥知多D    | 第15屆十本好讀「中學組」 | 提名 |
| 2019年 | 藥房事件簿   | 第16屆十本好讀「中學組」 | 提名 |
| 2020年 | 家居藥物攻略 | 第17屆十本好讀「中學組」 | 提名 |

## 外部連結
- 藥罐子的部落格（页面存档备份，存于）